# Église Saint-Paul de Bač
Pour les articles homonymes, voir Église Saint-Paul.
L'église Saint-Paul de Bač (en serbe cyrillique : Римокатоличка црква Светог апостола Павла у Бачу ; en serbe latin : Rimokatolička crkva Svetog apostola Pavla u Baču) est une église catholique située à Bač, dans la province de Voïvodine et dans le district de Bačka méridionale, en Serbie. Elle est inscrite sur la liste des monuments culturels de grande importance de la république de Serbie (identifiant no SK 1087).

## Présentation

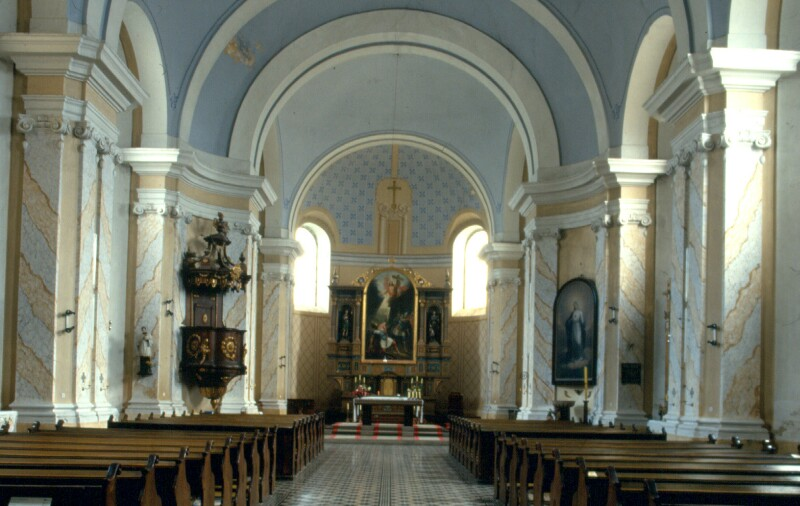
L'intérieur de l'église

L'église a été construite entre 1773 et 1780, puis remaniée en 1838. En 1923, un incendie a ravagé le toit et le clocher de l'édifice et l'église a reçu son apparence actuelle en 1937. Sur le plan architectural, l'église est caractéristique du style baroque.
Le bâtiment, qui mesure 50,5 m de long sur 20,25 m de large, est constitué d'une nef unique prolongée par une abside demi-circulaire moins large que la nef ; une sacristie a été édifiée sur le flanc nord de l'édifice. L'espace intérieur est découpé en trois travées grâce à des demi-piliers massifs décorés de pilastres couronnés de chapiteaux ioniques. La nef est dotée de voûtes sphériques qui atteignent une hauteur de 17 m.
La façade occidentale est dominée par un clocher qui s'élève à 60 m de haut. Le portail principal et la fenêtre demi-circulaire qui le surmonte sont entourés de pilastres avec des chapiteaux à volutes. Cette fenêtre est encadrée par deux niches demi-circulaires abritant des vases en pierre. Au niveau de la corniche du toit se trouve un petit fronton triangulaire.
La paroisse de l'église Saint-Paul touche environ 2 000 fidèles ; les services religieux y sont assurés en croate, en hongrois et en allemand.